# Joe Muranyi

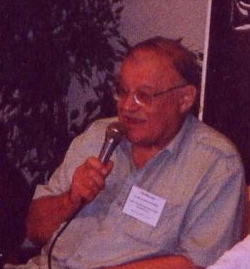
Joe Muranyi

Joe Muranyi (Martins Ferry, 14 januari 1928 – 20 april 2012) was een Amerikaanse jazz-klarinettist van Hongaarse komaf, actief in de dixieland en mainstream jazz. Tevens speelde hij de saxofoon en was hij af en toe zanger. Hij was het langst levende lid van de Louis Armstrong All Star Band.
Nadat hij in zijn diensttijd in de band van de Amerikaanse luchtmacht had gespeeld, ging Muranyi begin jaren vijftig naar New York. Hier studeerde hij aan de Manhattan School of Music en de Columbia University. In de jaren erna was hij vooral vaak als freelancer actief. Hij speelde van 1952 tot 1954 met de Red Onion Jazz Band. In dat decennium werkte hij ook met Max Kaminsky, Yank Lawson, Jimmy McPartland, Danny Barker (1958) en Wingy Manone. Gelijktijdig werkte hij als platenproducent en als auteur van hoesteksten bij Atlantic Records, Bethlehem Reecords en RCA Records.
In 1967 trad hij toe tot de All-Stars van Louis Armstrong, waarmee hij een zeer goede band had. Na Armstrongs dood speelde hij met Roy Eldridge en in 1975 werd hij lid van de World's Greatest Jazz Band. In 1983 begon hij een kwartet met onder meer Dick Sudhalter en Marty Grosz. Later speelde hij in het Louisiana Repertory Jazz Ensemble en trad hij op als gastsolist. Hij speelde mee op veel plaatopnames (bijvoorbeeld van Lionel Hampton, Leon Redbone, Dick Sudhalter, Barbara Lea en Connie Jones).

## Discografie (selectie)
als leider:
- Orient Dixieland Jazz Band, Jazzology, 1996
- With the New Orleans Real Low-Down, Jazzology, 2002
- Together (met Lew Green), Arbors, 2009